# Wassili Nikolajewitsch Panow
Wassili Nikolajewitsch Panow (russisch Василий Николаевич Панов; * 1. November 1906 in Koselsk; † 13. Januar 1973 in Moskau) war ein russischer Schachspieler, -theoretiker, -autor und -journalist.

## Erfolge als Spieler
Panow gewann die Moskauer Meisterschaft 1929 und spielte im gleichen Jahr einen Wettkampf gegen Nikolai Grigorjew, der unentschieden 6:6 endete. In den folgenden Jahren nahm Panow fünfmal am Finale der Sowjetischen Meisterschaft teil (1935, 1937, 1939, 1940, 1948), konnte sich aber nie im Vorderfeld platzieren. Sein größter Erfolg als Spieler war der Turniersieg beim Halbfinale der UdSSR-Meisterschaft in Kiew 1938. Die FIDE verlieh ihm 1950 den Titel eines Internationalen Meisters.

## Panow als Theoretiker, Autor und Journalist
Von 1942 bis 1965 war Panow Schachredakteur der Iswestija. Er schrieb Biographien über Aljechin und Capablanca sowie 1957, zusammen mit Jakow Estrin, das in den sechziger Jahren meistverkaufte Eröffnungsbuch der Sowjetunion, Kurs Debjutow. Heutigen Schachspielern ist Panow vor allem durch den nach ihm benannten Panow-Angriff innerhalb der Caro-Kann-Verteidigung bekannt.

## Referenzen
- Wassili N. Panov: Sorok let za shakmatnoi doskoi. 1966 (Autobiographie mit 50 Partien).
- Jakow Borissowitsch Estrin: Vasily Panov. 1986 (80 Partien).